# C'est impossible !
Pour plus de détails, voir Fiche technique et Distribution.
C'est impossible ! (Не может быть!, Ne mojet byt!) est un film soviétique réalisé par Leonid Gaïdaï, sorti en 1975,.
La trilogie se compose de trois épisodes basés sur les œuvres de Mikhaïl Zochtchenko (comédie Crime et châtiment, nouvelle Aventure amusante (1936) et la pièce Mariage (1927)).

## Crime et châtiment

### Distribution
- Mikhaïl Pougovkine : Grigori Gorbuchkine, gérant du magasin
- Nina Grebechkova : Anna, femme de Grigori
- Viatcheslav Nevinny : frère d'Anna
- Mikhail Svetin : Vitali, voisin
- Natalia Kratchkovskaïa : cliente du magasin
- Igor Iassoulovitch : mari de la cliente
- Radner Mouratov : policier
- Vladimir Gouliaev : brocanteur

## Aventure amusante

### Distribution
- Oleg Dahl : Anatole Barygin-Amursky, acteur de théâtre
- Natalia Selezniova : Tatiana, la femme d'Anatole
- Svetlana Krioutchkova :
- Evgueni Jarikov : Zinaïda, la maîtresse d'Anatole
- Gueorgui Youmatov : passant avec bouledog

## Mariage

### Distribution
- Leonid Kouravliov : Volodia Zavitushkine
- Valentina Telitchkina : Katerina, fiancée de Zavitushkine
- Lioudmila Chagalova : mère de Katerina
- Gueorgui Vitsine : père de Katerina
- Saveli Kramarov : Sergei, ami de Zavitushkine
- Svetlana Kharitonova : Elmira, amie de Katerina
- Gotlib Roninson : Ivan Izrailévitch
- Eve Kivi : épouse d'Ivan Izrailévitch
- Sergueï Filippov : chanteur au mariage
- Klara Roumianova : invitée de mariage
- Natalia Kratchkovskaïa : invitée de mariage

## Fiche technique
- Titre français : C'est impossible ![4]
- Titre original : Не может быть!, Ne mojet byt!
- Réalisateur : Leonid Gaïdaï
- Scénariste : Vladlen Bakhnov (ru), Leonid Gaïdaï
- Photographie : Sergueï Polouianov
- Musique : Alexandre Zatsepine
- Décors : Evgueni Koumankov, T. Abidova, Alexandra Zbarskaia
- Montage : Lioudmila Feïginova
- Société de production : Mosfilm
- Pays de production :  Union soviétique
- Langue de tournage : russe
- Format : Couleurs - 35 mm
- Genre : Comédie musicale, comédie romantique
- Durée : 100 minutes
- Dates de sortie :
  - Union soviétique : 23 octobre 1975
  - Pologne : 10 mai 1976

## Chansons
| Traduction                             | Titre original          | Titre translittéré         | Artiste               |
| -------------------------------------- | ----------------------- | -------------------------- | --------------------- |
| Ce n'est pas la bière qui tue les gens | Губит людей не пиво     | Goubit lyudei ne pivo      | Viatcheslav Nevinny   |
| Cupidon                                | Купидон                 | Kupidon                    | Oleg Dahl             |
| Fers à cheval noirs                    | Чёрные подковы          | Chyornye podkovy           | Robert Mushkambaryan  |
| Tout peut arriver                      | Всё может быть          | Vsyo mozhet byt'           | Oleg Anofriyev        |
| Samovar, ma Masha et moi               | У самовара я и моя Маша | U samovara ya i moya Masha | ensemble instrumental |